# Castelo Earnside
O Castelo Earnside (em inglês:  Earnside Castle) foi um castelo do século XV localizado em Alves, Moray, Escócia.

## História
Nada se sabe do castelo, exceto que foi construído pela família Cumyns de Altyr em cerca de 1450.